# شبيلة راشد
شبيلة راشد (اسمها الكامل: عروسية بنت علي عبّاس) كانت مطربة تونسية، ولدت عام 1933 بتونس وتوفيت في 9 أفريل 2008 بمدينة تونس (مدينة). هي ابنة الفنانة الكبيرة الراحلة صليحة، وتعدّ واحدة من أقدر الأصوات التونسية القادرة على أداء الطبوع التونسية، وقد ورثت عن والدتها جمال الصوت وقوته.
انطلقت تجربتها الفنية فعليا عام 1951، وأطلق عليها اسم «شبيلة راشد» وشبيلة هو مؤنث «شبل»، وهي إشارة إلى المثل «هذا الشبل من ذاك الأسد» باعتبار أنها ابنة الفنانة الراحلة صليحة، أما راشد فيعود إلا أنها ابنة الرشيدية.
تلقّت شبيلة دعما كبيرا من خميس الترنان وصالح المهدي وقدما لها الكثير من الأغاني مثل «إذا تغيب عليّ يا ولفتي» و«يا خمّوري» و«أقصد ربّي ما تخمّمش» وغيرها.
عام 1953 تزوجت شبيلة راشد من الشاعر والتاجر علي عامر الذي منعها من مواصلة مشوارها الفني والبقاء في المنزل لرعاية أبنائها.
غابت شبيلة راشد مدة 17 عاما واختفت من الساحة، لكن بعد طلاقها من زوجها عادت إلى الركح عام 1972، ودعمها عبد الحميد بنعلجية ونور الدين الفتني (رئيس قسم الموسيقى بالإذاعة) والاذاعية نجوى اكرام.
في رصيد شبيلة راشد 40 أغنية خاصة، لكنها نذرت حياتها الفنية للمحافظة على تراث والدتها الفنانة صليحة.

## روابط خارجية
- شبيلة راشد على موقع ميوزك برينز (الإنجليزية)